# Crays Hill
Crays Hill – wieś w Anglii, w hrabstwie Essex, w dystrykcie Basildon. Leży 15 km na południe od miasta Chelmsford i 43 km na wschód od Londynu.